# A Caça
Jagten (em inglês:The Hunt, prt/bra:A Caça) é um filme sueco-dinamarquês de 2012, do gênero drama, dirigido por Thomas Vinterberg, com roteiro dele e Tobias Lindholm e estrelado por Mads Mikkelsen. No Brasil, o filme foi lançado pela California Filmes, que o relançou em Blu-ray em 2021 pela Versátil Home Vídeo.

## Sinopse
Depois de um difícil processo de divórcio, o professor Lucas arruma um novo emprego em uma creche e começa um novo relacionamento, enquanto tenta refazer sua relação com o filho adolescente. Porém, uma aluna sua o acusa falsamente de abuso, e o professor é obrigado a lutar para provar sua inocência.

## Elenco
- Mads Mikkelsen ..... Lucas
- Thomas Bo Larsen ..... Theo, amigo de Lucas
- Alexandra Rapaport ..... Nadja, namorada de Lucas
- Annika Wedderkopp ..... Klara, filha de Theo
- Susse Wold ..... Grethe
- Lars Ranthe ..... Bruun
- Anne Louise Hassing ..... Agnes
- Ole Dupont ..... Godsejer/Advogado

## Produção
O filme foi produzido pela Zentropa por 20 milhões de coroas dinamarquesas. Recebeu apoio de coprodução da Film i Väst da Suécia e da Zentropa International Sweden. Mais apoio veio do Danish Film Institute, DR, Eurimages, Nordisk Film & TV Fond, o Swedish Film Institute, Sveriges Television e da MEDIA Programme.

## Recepção
O filme tem um índice de aprovação de 93% no Rotten Tomatoes com base em 134 avaliações, com uma classificação média de 7,82 / 10. O consenso crítico do site afirma: "Ancorado pelo desempenho simpático de Mads Mikkelsen, The Hunt faz perguntas difíceis com a coragem de buscar respostas." O filme também tem uma pontuação de 77 em 100 no Metacritic com base em 30 críticos, indicando "comentários geralmente favoráveis".

## Prêmios e indicações
| Prêmio/Evento      | Categoria                          | Recipiente     | Resultado |
| ------------------ | ---------------------------------- | -------------- | --------- |
| Cannes 2012        | Prêmio de interpretação masculina  | Mads Mikkelsen | Venceu    |
| Cannes 2012        | Palma de Ouro (melhor filme)       |                | Indicado  |
| Oscar 2012         | Melhor filme em língua estrangeira |                | Indicado  |
| Globo de Ouro 2012 | Melhor filme estrangeiro           |                | Indicado  |